# Ейтенз (Мен)
Ейтенз (англ. Athens) — місто (англ. town) в США, в окрузі Сомерсет штату Мен. Населення — 952 особи (2020).

## Демографія
Згідно з переписом 2010 року, у місті мешкало 1019 осіб у 391 домогосподарстві у складі 270 родин. Було 577 помешкань
Расовий склад населення:
| - 97,4 % — білих - 0,9 % — корінних американців - 0,2 % — чорних або афроамериканців - 0,1 % — азіатів |

До двох чи більше рас належало 1,4 %. Частка іспаномовних становила 0,6 % від усіх жителів.
За віковим діапазоном населення розподілялося таким чином: 24,5 % — особи молодші 18 років, 62,7 % — особи у віці 18—64 років, 12,8 % — особи у віці 65 років та старші. Медіана віку мешканця становила 40,4 року. На 100 осіб жіночої статі у місті припадало 103,0 чоловіків;  на 100 жінок у віці від 18 років та старших — 100,3 чоловіків також старших 18 років.
Середній дохід на одне домашнє господарство  становив 40 154 долари США (медіана — 35 536), а середній дохід на одну сім'ю — 52 389 доларів (медіана — 45 724). Медіана доходів становила 39 063 долари для чоловіків та 36 932 долари для жінок. За межею бідності перебувало 32,6 % осіб, у тому числі 28,2 % дітей у віці до 18 років та 31,9 % осіб у віці 65 років та старших.
Цивільне працевлаштоване населення становило 325 осіб. Основні галузі зайнятості: освіта, охорона здоров'я та соціальна допомога — 26,2 %, виробництво — 17,2 %, сільське господарство, лісництво, риболовля — 15,1 %.